# Варненський державний ляльковий театр
Варненський державний ляльковий театр (болг. Държавен куклен театър Варна) — державний ляльковий театр у болгарському місті Варні; значний осередок культури і дозвілля, виховання дітей і молоді міста.

## Загальна інформація
Варненський державний ляльковий театр міститься у пристосованій історичній будівлі, що є архітектурною пам'яткою, за адресою:
вул. Драгоман, буд. 4, м. Варна-9000 (Болгарія).
У театральній будівлі площею 2 440 м² розташовані зала на 130 глядацьких місць, репетиційна зала, роздягальні, адміністрація, майстерні, окремо (вул. Шейново, 5) діє музей ляльок. Театр і музей ляльок обладнані сходинками-з'їздами з урахуванням потреб інвалідів.
Директором закладу є Віра Стойкова (Вера Стойкова).

## Історія, сьогодення, діяльність
Ляльковий театр у Варні був заснований у 1952 році зусиллями визначного болгарського лялькаря Георгія Сараванова (1920—2000). Засновник також став першим директором закладу, очолюючи театр у 1952—8 роки.  
Біля витоків створення театру стояли, а також належать до осіб, що значно вплинули на становлення й розвиток колективу — Йорданка Сараванова, Петя Мандаджийська, Ольга Пенєва, Руска Цекова, Стефан Крумов, Августина Боєва, Антон Кутіков, Борис Желєв, Вяра Михайлова-Попова, Веселін Дионісієв, Дімітар Попов, Костянтин Коцєв, Недка Пінтєва, Нелі Джеджева-Міхова, Настя Михайлова, Роза Бозаджиєва, Стефан Войков, Дімітар Богданов тощо.
За час існування на сцені Варненського лялькового театру були поставлені понад 260 спектаклів, а в цілому відбулося понад 20,5 тисяч виступів, які подивилися мільйони глядачів, як болгарських, так і зарубіжних.
Починючи від 1972 року театр є ініціатором, організатором і господарем проведення престижного Міжнародного лялькового фестивалю «Золотий Дельфін» (болг. Златният делфин), що проводиться щотри роки на початку жовтня, і є значною подією-оглядом найкращих досягнень лялькового театру у світі.
У 1985 році при театрі був відкритий Музей ляльок, єдиний на Балканах і один з небагатьох у Європі, — 
це виставка близько 130 ляльок і елементів театральних декорацій понад 20 знакових (етапних) вистав театру, що гралися у 1952—2002 роки. 
Варненський державний ляльковий театр є знаним лялькарським театральним колективом у Болгарії та за її межами, не раз він ставав переможцем і дипломантом різноманітних конкурсів і фестивалів. Так, у 2010 році заклад був удостоєний Національної премії «Ікар» (болг. Икар) за видатні досягнення в театрі. Чотири рази колектив варненських лялькарів вигравав Гран-прі фестивалю «Золотий дельфін» — у 1978, 1981, 1996 та 2005 роках, у 2002 році став володарем спеціального призу цього ж заходу, неодноразово отримував мистецьку премію «Варна», має також численні інші колективні та індивідуальні відзнаки, зокрема і міжнародних форумів-фестивалів лялькових театрів. Творчий колектив показував свою майстерність на театральних майданчиках Англії, Австрії, Німеччини, Франції, Іспанії, Швейцарії, Польщі, Чехії, Угорщини, Румунії, Греції, Сербії, а також у Росії, Туреччині, Ірані, Алжирі, на Тайвані, в Індії, Японії, Китаї, США, на Кубі, у Канаді, Мексиці, на Канарських островах.
У останні роки театр ляльок у Варні активно працює над проектами, пов'язаними зі школою, освітніми закладами, дозвіллям дошкільнят, школярів і студентів, у тому числі за участю сотень дітей та молоді.
Від квітня 2008 року при театрі ляльок у Варні засновано й розпочала свою діяльність некомерційна асоціація лялькотерапії, яка ставить за мету позитивний вплив ляльок на «складних» дітей, людей з особливими потребами тощо.

## Колектив і репертуар
Нині (2000-ні) творчий колектив Варненського державного лялькового театру — це понад 30 співробітників, у тому числі півтора десятки акторів, що закінчили Національну театральну академію, також фахівці художніх майстерень, технічні працівники, адміністрація.
Театральна студія при закладі — Art Studio спеціально створена для творчих проектів поза межами програми репертуару. Серед робіт студії — альтернативні дитячі і дорослі спектаклі.
Спектаклі варненських лялькарів — для глядачів різного віку: класичні та сучасні назви для дітей, сатиричні й новітні вистави для дорослих, освітні й пізнавальні вистави — для молоді (студентів). Репертуар театру демонструє великі можливості засобів вираження лялькового мистецтва різних стилів — від класичних ляльок всіх систем, до т. зв. «імпровізованих ляльок», театру тіней, також застосування масок, проєкцій камери на тканину, пластичної гри, візуальних ефектів і багато чого іншого.
Знаковими виставами Варненського державного лялькового театру, в тому числі відзначеними на міжнародних фестивалях, у останні (2000-ні) роки стали: «Фолклорни фантазии» («Фольклорні фантазії»), «Палечка» («Дюймовочка»), «Приказка за пеещото дърво» («Казка про співаюче дерево»), «Пещерата и сенките» («Печера і затінок»).

## Виноски
1. ↑  Контакти театру [Архівовано 2010-09-01 у Wayback Machine.] на Офіційна вебсторінка театру [Архівовано 2010-09-01 у Wayback Machine.] (болг.)
2. ↑  Музей [Архівовано 1 вересня 2010 у Wayback Machine.] на Офіційна вебсторінка театру [Архівовано 1 вересня 2010 у Wayback Machine.] (болг.)
3. ↑  Про театр [Архівовано 1 вересня 2010 у Wayback Machine.] на Офіційна вебсторінка театру [Архівовано 1 вересня 2010 у Wayback Machine.] (болг.)
4. ↑  «Золотий дельфін» [Архівовано 1 вересня 2010 у Wayback Machine.] на Офіційна вебсторінка театру [Архівовано 1 вересня 2010 у Wayback Machine.] (болг.)
5. ↑  Репертуар (театру) [Архівовано 1 вересня 2010 у Wayback Machine.] на Офіційна вебсторінка театру [Архівовано 1 вересня 2010 у Wayback Machine.] (болг.)